# Mergellandroute

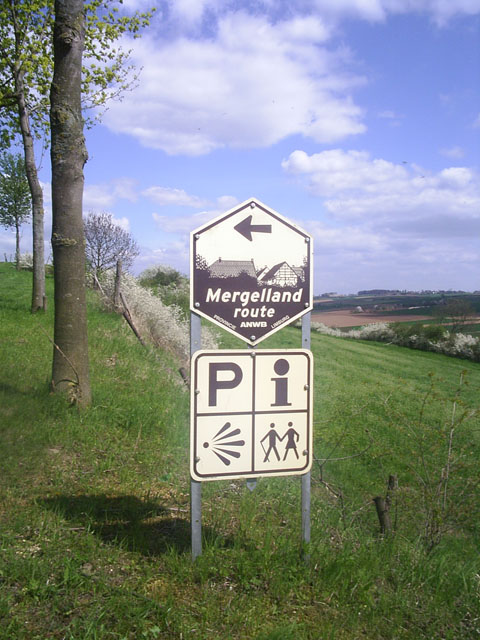
Braune Hinweiszeichen

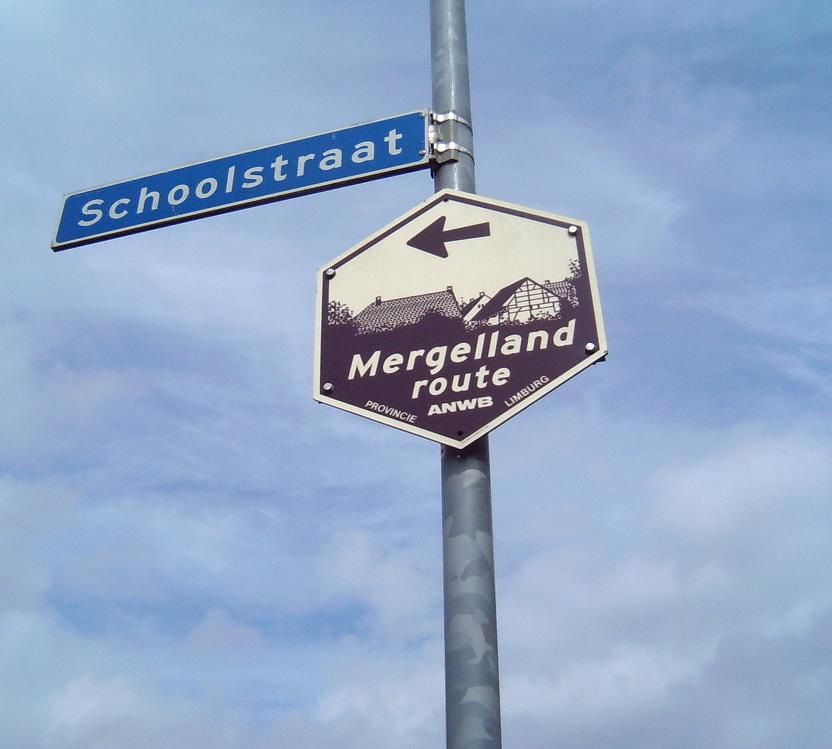
Hinweiszeichen am Hulsberg

Die Mergellandroute ist eine durch den niederländischen Automobilclub (ANWB) ausgearbeitete touristische Tour und führt als Rundstrecke von Maastricht durch die Hügelgebiete Niederländisch-Südlimburgs, das Mergelland, zurück nach Maastricht.

## Mit dem Auto
Die etwa 130 Kilometer lange Route beginnt und endet in Maastricht. Man kann die Rundstrecke an jedem der Orte in beide Richtungen beginnen. Gekennzeichnet ist die Route mit braunen Hinweiszeichen auf die Mergellandroute und die Richtung.
- Maastricht
- Eijsden
- Mesch (Heiweg)
- Moerslag (Bukel)
- Sint Geertruid
- Mheer (Grensheuvel)
- Noorbeek (Wolfsberg)
- Slenaken (Loorberg)
- Eperheide
- Epen (Vijlenerbos/Zevenwegen)
- Vaalsbroek
- Vijlen
- Mechelen
- Partij
- Wittem (Wittemerberg)
- Eys
- Simpelveld (Oude Huls)
- Trintelen
- Fromberg
- Ransdaal (Mareheiweg)
- Klimmen (Hellebeuk)
- Hulsberg
- Arensgenhout
- Oensel
- Ulestraten
- Geulle
- Bunde
- Itteren
- Borgharen
- Maastricht

## Mit dem Fahrrad
Die rund 125 Kilometer lange Radroute beginnt und endet in Maastricht. Man kann die Rundstrecke an jedem der Orte beginnen, auch ist es egal, wie herum man fährt. Die Route ist mit grünen Hinweiszeichen auf die Mergellandroute und die Richtung gekennzeichnet.
- Maastricht
- Bemelen (Bemelerberg)
- Cadier en Keer (Bundersberg)
- Honthem
- Eckelrade
- Gronsveld
- Eijsden
- Mesch (Heiweg)
- Moerslag (Bukel)
- Sint Geertruid
- Mheer (Grensheuvel)
- Noorbeek (Wolfsberg)
- Slenaken (Loorberg)
- Eperheide
- Epen (Vijlenerbos/Zevenwegen)
- Vaalsbroek
- Vijlen
- Mechelen
- Partij
- Wittem (Wittemerberg)
- Eys (Eyserbos)
- Elkenrade
- Fromberg
- Schin op Geul (Keutenberg)
- Ingber
- IJzeren
- Sibbe
- Oud-Valkenburg
- Schin op Geul (Walemmerberg)
- Walem
- Klimmen (Hellebeuk)
- Hulsberg
- Valkenburg (Ravensbos)
- Schimmert
- Ulestraten
- Geulle
- Bunde
- Rothem
- Amby (Kuitenbergweg)
- Berg
- Maastricht